# 折梗紫金牛
折梗紫金牛（学名：Ardisia curvula）为报春花科紫金牛属下的一个种。

## 扩展阅读
- 維基物種上的相關：折梗紫金牛